# 松村松年

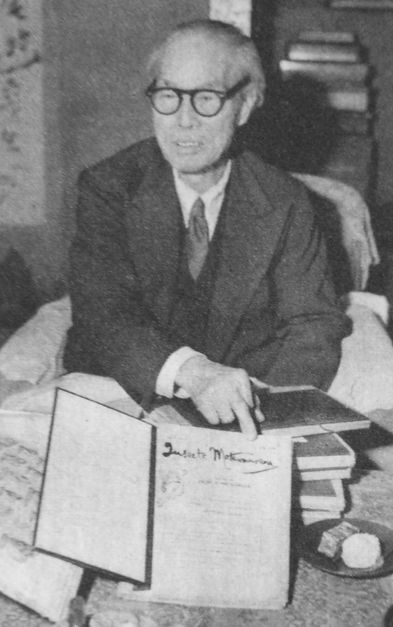
松村松年

松村松年（日语：／ Matsumura Shōnen，1872年4月12日—1960年11月7日）是一名日本昆蟲學家，本籍日本兵庫縣明石郡大明石町（今明石市）。1895年7月畢業於札幌農學校的他，為日本昆蟲學研究的先驅，先後任教於北海道大學等。
1906年的7-8月及1907年的4月，松村松年受臺灣總督府特別委託，兩度前往台灣進行甘蔗害蟲的調查。他根據調查結果指出，臺灣甘蔗害蟲中包括了幾種蝶類，如褐挵蝶、臺灣紅挵蝶、單環蝶、樹蔭蝶等。此後，松村持續進行臺灣蝶類的研究，並以他命名的臺灣蝶類包括曙鳳蝶、升天鳳蝶等共56種。除了蝶類，松村對台灣蛾類等其他昆蟲的命名也做出了大量貢獻，並發表了《臺灣昆蟲總目錄》與《臺灣甘蔗害蟲編：附益蟲編》等重要著作，為臺灣昆蟲學的發展奠定了基礎，並成為臺灣昆蟲學研究的啟蒙者。
松村所研究的臺灣蝶類標本，許多來自渡邊龜作、永澤定一、栗野傳之丞、志津基太郎等人的採集。特別是渡邊龜作，他曾發現數隻罕見的蝶類，因此在渡邊氏於1907年因北埔事件遇害後，為紀念他，特別在替幾種臺灣昆蟲命名時冠上其姓氏。分別是渡邊黃斑蔭蝶（Neope watanabei）、渡邊鳳蝶（Papilio watanabei，現為臺灣鳳蝶異名）及渡邊氏東方蠟蟬（Pyrops watanabei）。
此後，許多日治時期參與臺灣昆蟲調查與研究的學者，如三宅恆方、素木得一、一色周知等，都曾是松村松年的門生，並延續了他對臺灣昆蟲學研究的貢獻與發展。
松村松年的胞兄松村竹夫為畫家、松村介石為基督教佈道家。

## 主要著作
- 日本昆虫学（1898年初版-1907年10版）
- 日本千虫図解（全4巻，1904年-1907年）
- 続日本千虫図解（全4巻 1909年-1912年）
- 新日本千虫図解（全4巻 1913年-1921年）
- 増訂日本千虫図解（全2巻 1930年）
- 日本通俗昆虫図説（全5巻 1929年-1933年）
- 日本昆虫大図鑑（1931年）
- 大日本害虫図説（1932年）